# Évry-Courcouronnes
Évry-Courcouronnes este o comună nouă franceză, creată la 1 ianuarie 2019, prin fuziunea comunelor Évry și Courcouronnes. Este reședința prefecturii departamentului Essonne, situată în regiunea Île-de-France. Comuna este clasată pe locul 81 în Franța în funcție de populație.

## Geografie

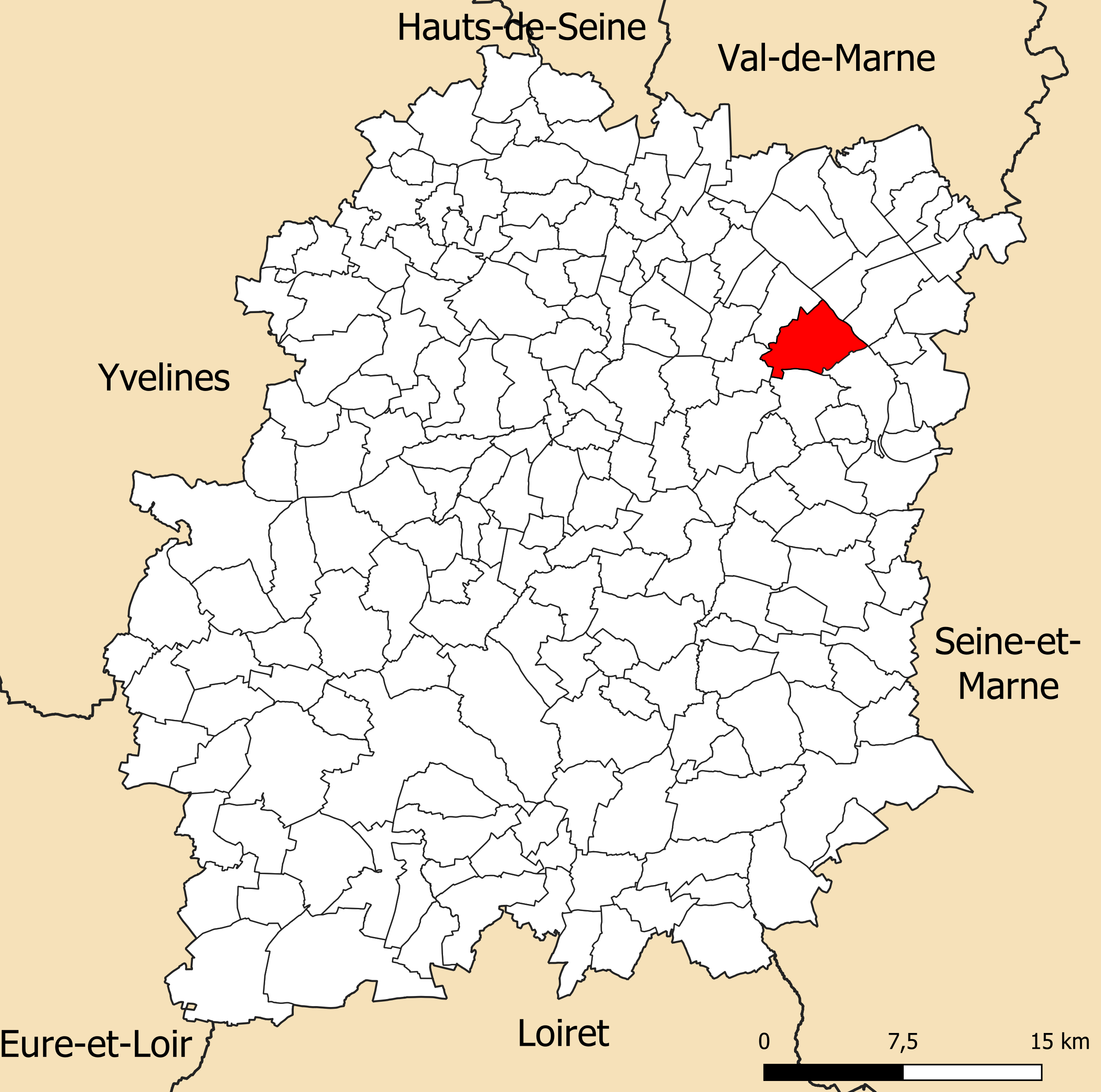
Évry-Courcouronnes este situată în nord-estul departamentului Essonne, la o distanță de 30 de kilometri de Paris.

### Comune limitrofe
|           | Ris-Orangis | Soisy-sur-Seine  |
| Bondoufle |             | Étiolles         |
|           | Lisses      | Corbeil-Essonnes |

### Clima
În 2010, clima comunei este de tipul climatului oceanic degradat al câmpiilor din Centru și Nord, conform unui studiu al Centrului Național de Cercetare Științifică (CNRS) pe baza unui set de date care acoperă perioada 1971-2000 bazat pe o serie de date din perioada 1971-2000. În 2020, Météo-France a publicat o tipologie a climatului pentru Franța metropolitană, în care comuna este expusă unui climat oceanic și se află în regiunea climatică Sud-vest a bazinului Parisian, caracterizată printr-o ploaie redusă, în special primăvara (120-150 mm) și un iarnă rece (3,5 °C).
Pentru perioada 1971-2000, temperatura anuală medie este de 11,6 °C, cu o amplitudine termică anuală de 15,4 °C. Cumulul anual mediu de precipitații este de 675 mm, cu 11,1 zile de precipitații în ianuarie și 7,9 zile în iulie. Pentru perioada 1991-2020, temperatura medie anuală observată la stația meteorologică Météo-France cea mai apropiată, situată în comuna Brétigny-sur-Orge la 9 km distanță, este de 11,9 °C, iar cumulul anual mediu de precipitații este de 628,9 mm.
Parametrii climatici ai comunei au fost estimați pentru mijlocul secolului (2041-2070) conform diferitelor scenarii de emisie de gaze cu efect de seră, bazate pe noile proiecții climatice de referință DRIAS-2020. Aceștia pot fi consultați pe un site dedicat publicat de Météo-France în noiembrie 2022.

### Căi de comunicație și transport

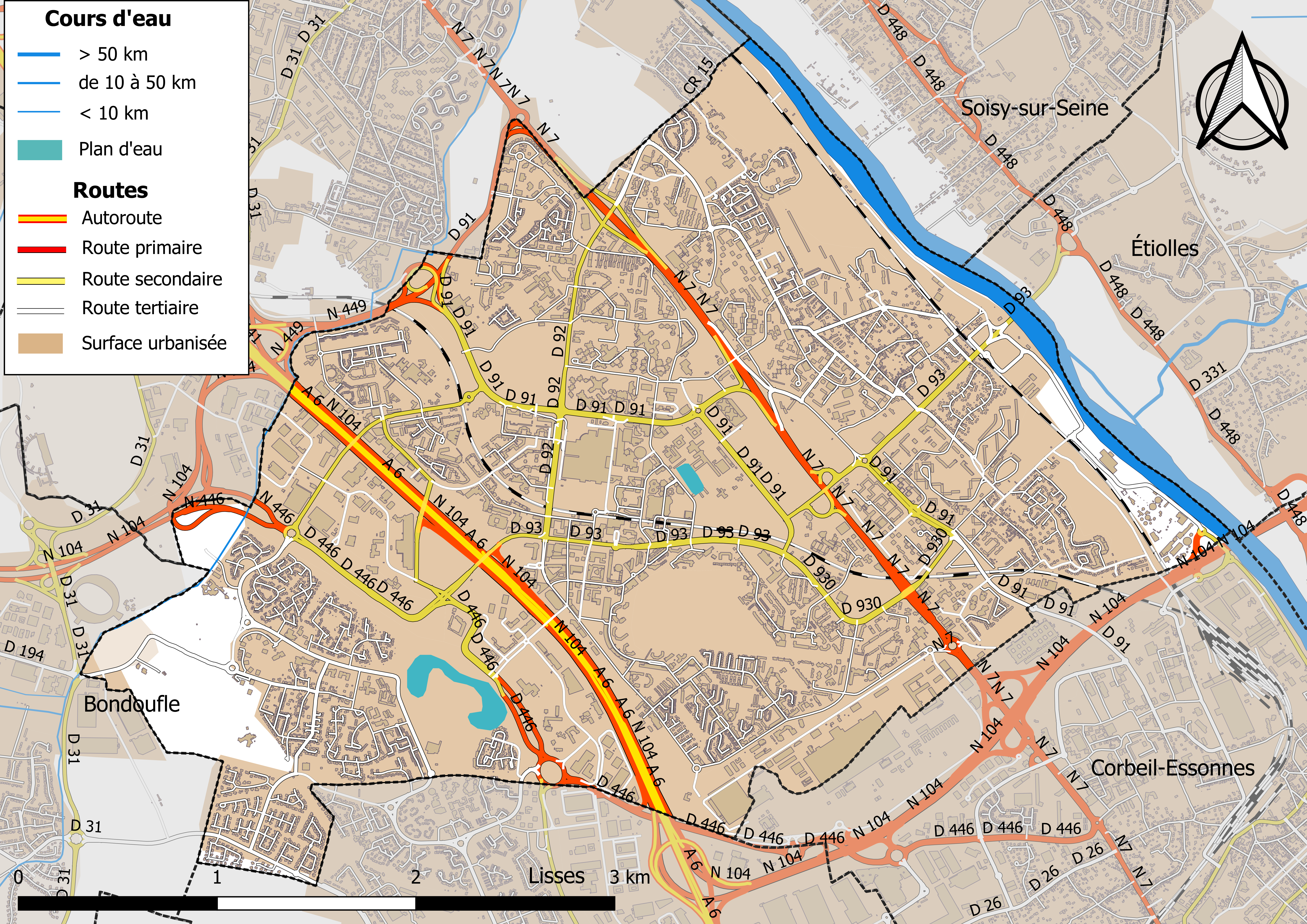
Hartă a rețelelor hidrografice și rutiere din comuna Évry-Courcouronnes.

#### Căi rutiere
Comuna Évry-Courcouronnes este traversată de mai multe axe importante de comunicație:
- Principalul dintre acestea este autostrada A6, care traversează teritoriul de la nord-vest la sud-est pe o distanță de peste trei kilometri.
- La est, teritoriul comunei este traversat de la nord la sud de drumul național 7.
- La vest, comuna este traversată de la nord la sud de drumul departamental 446, care reprezintă o porțiune din vechiul drum național 446.

Comuna este accesibilă și prin mai multe noduri rutiere ale Franciliennei (RN104):
- La nord, prin nodurile rutiere 35 și 36;
- La sud, prin nodurile 30, 32 și 33.

În plus, Francilienne se desfășoară paralel cu autostrada A6 pe întreaga sa traversare a teritoriului comunei, iar nodul rutier 34 permite trecerea între cele două drumuri.

#### Transport feroviar
Teritoriul comunei Évry-Courcouronnes este traversat de trei linii de cale ferată, utilizate de trenurile liniei D a RER și de Tram T12, care leagă Évry-Courcouronnes de Massy. Tram T12 include trei stații în comună, având capătul de linie la Évry-Courcouronnes-Université.
Linia feroviară a liniei D a RER este deservită direct de trei gări situate în comună:
- Gara Évry-Val-de-Seine, situată pe linia cunoscută sub numele de "linia Văii" (porțiune a liniei Villeneuve-Saint-Georges - Montargis);
- Gările Évry-Courcouronnes - Centre și Bras de Fer - Évry - Génopole, situate pe linia cunoscută sub numele de "linia Platoului" (porțiune a liniei Grigny - Corbeil-Essonnes).

Alte două gări ale liniei D, situate pe teritoriul comunei Ris-Orangis, la limitele nordice ale Évry-Courcouronnes, sunt accesibile locuitorilor din Évry-Courcouronnes:
- Gara Grand Bourg, situată pe linia cunoscută sub numele de "linia Văii", care deservește cartierele Champs-Élysées și Parc aux Biches din Évry-Courcouronnes;
- Gara Orangis - Bois de l'Épine, situată pe linia cunoscută sub numele de "linia Platoului", care deservește cartierul Canal și viitorul eco-cartier Les Horizons din Évry-Courcouronnes.

## Urbanism

### Tipologie
La 1 ianuarie 2024, Évry-Courcouronnes este clasificată drept mare centru urban, conform noii grile comunale de densitate cu șapte niveluri, definită de INSEE (Institutul Național de Statistică și Studii Economice) în 2022. Aceasta aparține unității urbane a Parisului, o aglomerație inter-departamentală care cuprinde 407 comune, dintre care face parte ca o comună din suburbii. În plus, comuna face parte din aria metropolitană a Parisului, fiind una dintre comunele de la periferie, această zonă reunind 1.929 de comune.

## Toponimie
Numele reprezintă alăturarea denumirilor celor două comune delegate, Évry și Courcouronnes.

## Istorie
La începutul anului 2018, primarii comunelor Évry și Courcouronnes și-au anunțat intenția de a fuziona cele două localități într-o comună nouă, care urma să fie creată la 1 ianuarie 2019. Această decizie a fost luată pentru a avea o influență mai mare în raport cu Metropola Marelui Paris și pentru a beneficia de o creștere cu 5 % a alocației globale de funcționare (DGF) timp de trei ani.
Noua comună a fost astfel creată la 1 ianuarie 2019, printr-un ordin prefectoral din 12 octombrie 2018.

## Populația și societatea

### Date demografice
Evoluția numărului de locuitori este cunoscută prin recensămintele populației realizate în comună încă de la înființarea sa.
În 2021, comuna număra 66177 locuitori.
| An        | 2019  | 2020  | 2021  |
| --------- | ----- | ----- | ----- |
| Populație | 66851 | 66106 | 66177 |

## Cultură locală și patrimoniu
Patrimoniul acestui oraș este moștenirea celor două comune care au fuzionat.

### Personalități
- Françoise Athénaïs de Rochechouart de Mortemart, cunoscută sub numele de Madame de Montespan (1640-1707), favorita regelui Ludovic al XIV-lea, a deținut castelul Petit-Bourg.
- José de San Martín (1778-1850), general argentinian, a locuit acolo;
- Missak Manouchian (1906-1944), militant comunist și rezistent, a fost arestat acolo.
- Joseph Epstein (1911-1944), militant comunist și rezistent, a fost arestat acolo;
- Jean Maheu (1931-2022), înalt funcționar public, a predat acolo;
- Jean-Claude Drouot (1938- ), actor belgian, locuiește acolo și este rezident al teatrului comunal;
- Manuel Valls (1962- ), fost deputat-primar, prim-ministru al Franței (2014-2017);
- Valérie Crunchant (1972- ), actriță, s-a născut acolo;
- Maxime Brunerie (1977- ), autor al unei tentative eșuate de asasinat asupra președintelui Republicii Franceze Jacques Chirac, s-a născut acolo;
- Stanick Jeannette (1977- ), patinator artistic, a fost legitimat acolo;
- Serigne M’Baye Gueye, cunoscut sub numele de Disiz (1978- ), rapper și actor francez, locuiește acolo;
- Ladji Doucouré (1983- ), atlet, este legitimat acolo;
- Hameur Bouazza (1985- ), fotbalist internațional, s-a născut acolo;
- Mehdi Benatia (1987- ), fotbalist, s-a născut acolo;
- Maxime Vachier-Lagrave (1990- ), jucător de șah, este legitimat acolo;
- Grâce Zaadi (1993- ), handbalistă, s-a născut acolo;
- Paul Bernardoni (1997- ), fotbalist, s-a născut acolo;
- Houboulang Mendes (1998- ), fotbalist, s-a născut acolo.

## Înfrățiri
- Mali – Bamako - din 2008
- Regatul Unit al Marii Britanii și al Irlandei de Nord – Bexley - din 1966
- Senegal – Dakar - din 2003
- Mali – Kayes - din 1991
- Mauritania – Nouakchott
- Polonia – Nowy Targ - din 1992
- Germania – Troisdorf - din 1972